# Poetische Dogmatik
Die  Poetische Dogmatik ist das elfbändige Werk des Kölner Theologen Alex Stock, in welchem er eine eigenständige Theologie entfaltet, die aus den poetischen Quellen des Christentums gewonnen wird. Die überlieferten Geschichten, Gesänge, Gebete, Gedichte und Bilder fügen sich nach dem methodischen Modell der Liturgie zu einem neuen Ganzen zusammen, dessen Kohärenz der Darstellung den Titel „Dogmatik“ rechtfertigt.

## Begriff und Charakteristik
Der Titel Poetische Dogmatik stellt zwar ein „irritierendes Oxymoron“ dar, weil „dogmatisch“ primär an autoritären Starrsinn denken lässt und „poetisch“ scheinbar für eine Anpassung an die „Seinsleichtigkeiten einer ästhetisierenden Spätkultur“ steht. Aber Stock erklärt hier etwas zum Attribut seiner Dogmatik, was er in „kleinteiliger Aufmerksamkeit und fragmentarischer Bescheidenheit an vielen Bildern und Texten Jahre hindurch als poetische Theologie erprobt“ hatte. „Poetisch“ meint hier nämlich im Sinne des griechischen Wortes eine Kraft, die mit den Mitteln der Sprache und der Kunst etwas Neues ins Werk setzt.
Sowohl in der Auswahl der Quellen als auch im methodischen Vorgehen wie insgesamt in der Disposition des Ganzen bestimmt ein Moment des Poetischen den Gang der Arbeit. Gerade da, „wo der Antrieb der Religion über das konfessorisch Unabdingbare hinausgeht“, entwickelt sich nach Alex Stock der schöpferische Reichtum der Tradition. „Wer dies weitläufige, in Kammern verwinkelte Haus der christlichen Überlieferung schätzt und darin umherstreift, stößt auf Stücke, die ihn berühren, kann oft nicht sagen, warum genau, kann sie aufheben, ans Licht halten, ihnen Geltung ansinnen ohne zwingenden Beweis.“
Diese schöpferische Arbeit weitet den Blick über den engeren Bereich der Schrift und der kirchlichen Lehrentwicklung hinaus auf die kulturelle Kreativität der christlichen Religion. Dabei wird die Einteilung in Traktate quasi „als strukturelle Erkennungsmelodie der Gattung ‚Dogmatik‘ beibehalten“ und deren Kohärenzanspruch von der Christologie über die Gotteslehre und die Schöpfungslehre bis zur Ekklesiologie eingelöst.

## Traktate
Christologie: Dass Alex Stock die Poetische Dogmatik mit der Christologie beginnen lässt und nicht wie in der Dogmatik üblich – entsprechend dem Glaubensbekenntnis – mit der Gotteslehre, hat mit seiner methodischen Orientierung an der Liturgie zu tun. Wie die einzelnen Feste im Kirchenjahr die Liturgie und die christliche Lebenspraxis bestimmen, werden auch von Stock die inhaltlichen Schwerpunkte und entsprechend die Titel der einzelnen Bände gewählt.
Der erste Band der Christologie handelt von „Namen“ im Sinne „des Eigennamens Jesu und der vielen ihm zugetragenen Namen“. Mit „Schrift und Gesicht“ ist der zweite Band überschrieben, wobei es zuerst um die Schriftform des Namens und dann um Bilder des Gesichts Jesu Christi geht. Der dritte Band („Leib und Leben“) geht „dem Leben Jesu und der Polymorphie des Corpus Christi“ nach. Abschließend erweitert der vierte Band unter dem Titel „Figuren“ das Thema der Ämter Christi „zu einem Spektrum von sieben Figuren: Lehrer, Erlöser, Hirt, Richter, König, Lamm, Kreuz“.
Gotteslehre: Die drei Bände des Traktats der Gotteslehre orientieren sich an den entsprechenden Vorgaben des Glaubensbekenntnisses. Im ersten Band, „Orte“, geht es darum, den vielfältigen Sitz im Leben des Redens von Gott zu erkunden, im zweiten, „Namen“, um „die labyrinthische Sprachbewegung“, die sich an den Namen heftet, und im dritten, „Bilder“, um Anschaulichkeit.
Da in der christlichen Gottesrede das Alte Testament als verbindliche Erkenntnisquelle festgehalten wird und in allen Schriften des Neuen Testaments darauf Bezug genommen wird, „kommt ein Reden von Gott ins Spiel, das den Namen Jesu Christi nicht schon als permanentes Attribut mit sich führt, auch wenn die christlichen Theologen es schließlich dahin lesen“. Das gilt auch für die Rede von Gott in anderen Religionen.
Schöpfungslehre: Der erste Band der Schöpfungslehre ist kosmologisch orientiert und trägt den Titel "Himmel und Erde". Zunächst wird die poetisch-dogmatische Zugangsweise zum Thema im Blick auf Naturwissenschaften und Naturphilosophien wissenschaftstheoretisch ausgelotet. Danach folgt ein Kommentar zum biblischen Schöpfungsbericht. Anschließend wird das Glaubensbekenntnis schöpfungstheologisch gelesen. Es folgen Kapitel zu Psalmen und Liedern zur Eucharistie und schließlich Schöpfungsbilder der Kunst.
Der zweite Band widmet sich der theologischen Anthropologie. Er beginnt mit dem, was an der biblischen »Urgeschichte« heute anthropologisch bedenkenswert erscheint. Im zweiten Teil geht um die Vielfalt von Menschenarten; unter anderem werden z. B. die Heiligen in den Blick genommen, „zu deren anthropologischer Sortierung die Allerheiligenlitanei geeignet erscheint“.
Ekklesiologie: Dieses dogmatische Traktat, das sich mit der Kirche beschäftigt, erörtert die Poetische Dogmatik unter dem Doppelsinn von „Kirche“ als Gebäude („Raum“ Bd. 1) und als Institution („Zeit“ Bd. 2). 
Im ersten Teil dienen Liturgien wie z. B. der Kirchweihe dazu, sich einer poetischen "Definition" der Kirche zu nähern. Danach werden Einrichtungen „mit der Frage nach dem Gefüge in Beziehung gebracht, das sie jeweils repräsentieren“, wie z. B. "Altäre". Schließlich geht es darum, wie Künstler und Dichter die "Kirche in der Welt von heute" verstehen.
Im zweiten Teil geht es unter den Stichwort „Zeit“ zum einen darum, dass die Kirche eine Geschichte hat, und zum andern um den Rhythmus der Zeit, den die Menschen aller Zeiten miteinander teilen und den die Kirche zu akzentuieren sucht. „Die Ekklesiologie der Zeit geht dieser rhythmischen Interferenz nach.“

## Kritik
Bewunderer und Verächter halten sich bezüglich des Werks von Alex Stock nach Meinung des Jesuiten Andreas Batlogg keineswegs die Waage. „Für Erstere war Alex Stock stets ein Geheimtipp. Ich habe immer wieder Rezensionen aufgespürt oder zufällig entdeckt. Wer verstanden hat, was Alex Stock wollte, konnte nur begeistert sein - die anderen schwiegen. ...Alex Stock hinterlässt ein Werk, das inspiriert, ermutigt, meine theologische Fantasie beflügelt - und ihn überlebt.“
Obwohl nach Meinung von Peter B. Steiner und vieler seiner Rezensions-Kollegen die Poetische Dogmatik nicht nur in jeder theologischen Bibliothek stehen, sondern auch von allen Theologen und möglichst vielen Kunst- und Literaturhistorikern gelesen und beherzigt werden sollte, gibt es im Detail auch kritische Anmerkungen. So hält z. B. Jan-Heiner Tück den Titel für etwas irreführend. Ihm wäre „Poetische Theologie“ lieber gewesen. Trotz großer Anerkennung für das Gesamtwerk machen „manche Partikel der Poetischen Dogmatik“ Hermann Pius Siller ratlos. „Sie scheinen exotisch und museal, eher unter dem Gesichtspunkt der Fundsache einbezogen zu sein, als daß sie neue Entdeckungen und Künftiges versprechen.“ Kritische Anmerkungen dieser Art sind jedoch die Ausnahme. Als repräsentativ für die hohe Wertschätzung der Rezensenten kann die Meinung von Christian Schuler gelten:
„Stock gelingt mit seiner 'Poetischen Dogmatik' ein kleines Wunder: Er führt Theologie als eine festliche, ja heitere Disziplin vor. Obwohl die dunklen Seiten der Kirchengeschichte nicht ausgeblendet werden, etwa die Tradition der antijüdischen Judas-Figurationen, läßt er Schätze einer reichen Tradition funkeln. So entsteht das Bild einer zerklüfteten, dennoch idealistischen Kultur-Landschaft, die mit kaum gebrochener Ausstrahlungskraft bis heute besteht.“
Eine Vermittlung zwischen Stocks ‘Poetischer Dogmatik’ und einer erstphilosophischen Glaubensverantwortung wird in Dirk van de Loos’ Buch mit dem Oxymoron-Titel "Hölzerne Eisen?" versucht. Dort werden nicht nur zwei theologische Gedankenwelten, die unterschiedlicher nicht sein könnten, miteinander verbunden und eine Kriteriengewinnung für theologische Geltungsansprüche angestrebt, sondern auch deren hermeneutische Nöte beachtet.

## Auszeichnungen
Als die Theologische Fakultät der Universität Luzern Alex Stock 2012 den Ehrendoktor der Theologie verlieh, stand seine Poetische Dogmatik im Zentrum der Laudatio. In diesem "monumentalen Werk" verbinden sich nach Meinung der Laudatorin, Monika Jakobs, "ästhetische Sensibilität, religiöser Spürsinn und theologischer Scharfsinn. Zum einen sammelt er vielfältige Zeugnisse der 'kulturellen Kreativität der christlichen Religion' ein. Zugleich bedenkt er sie systematisch-theologisch, entfaltet sie frömmigkeitsgeschichtlich, macht sie bildtheologisch anschaulich und fruchtbar."

## Werke
- Keine Kunst. Aspekte der Bildtheologie, Paderborn 1996
- Über die Idee einer poetischen Dogmatik. In: G. Larcher (Hrsg.): Gott-Bild. Gebrochen durch die Moderne? Graz 1997, S. 118–128.
- Poetische Dogmatik. Christologie. 1. Namen, Paderborn 1995
- Poetische Dogmatik. Christologie. 2. Schrift und Gesicht, Paderborn 1996
- Poetische Dogmatik. Christologie. 3. Leib und Leben, Paderborn 1998
- Poetische Dogmatik. Christologie. 4. Figuren, Paderborn 2001
- Poetische Dogmatik. Gotteslehre. 1. Orte, Paderborn 2004
- Poetische Dogmatik. Gotteslehre. 2. Namen, Paderborn 2005
- Poetische Dogmatik. Gotteslehre. 3. Bilder, Paderborn 2007
- Poetische Dogmatik. Schöpfungslehre. 1. Himmel und Erde, Paderborn 2010
- Poetische Dogmatik. Schöpfungslehre. 2. Menschen, Paderborn 2013
- Poetische Dogmatik. Ekklesiologie. 1. Raum, Paderborn 2014
- Poetische Dogmatik. Ekklesiologie. 2. Zeit, Paderborn 2016